# Abgal

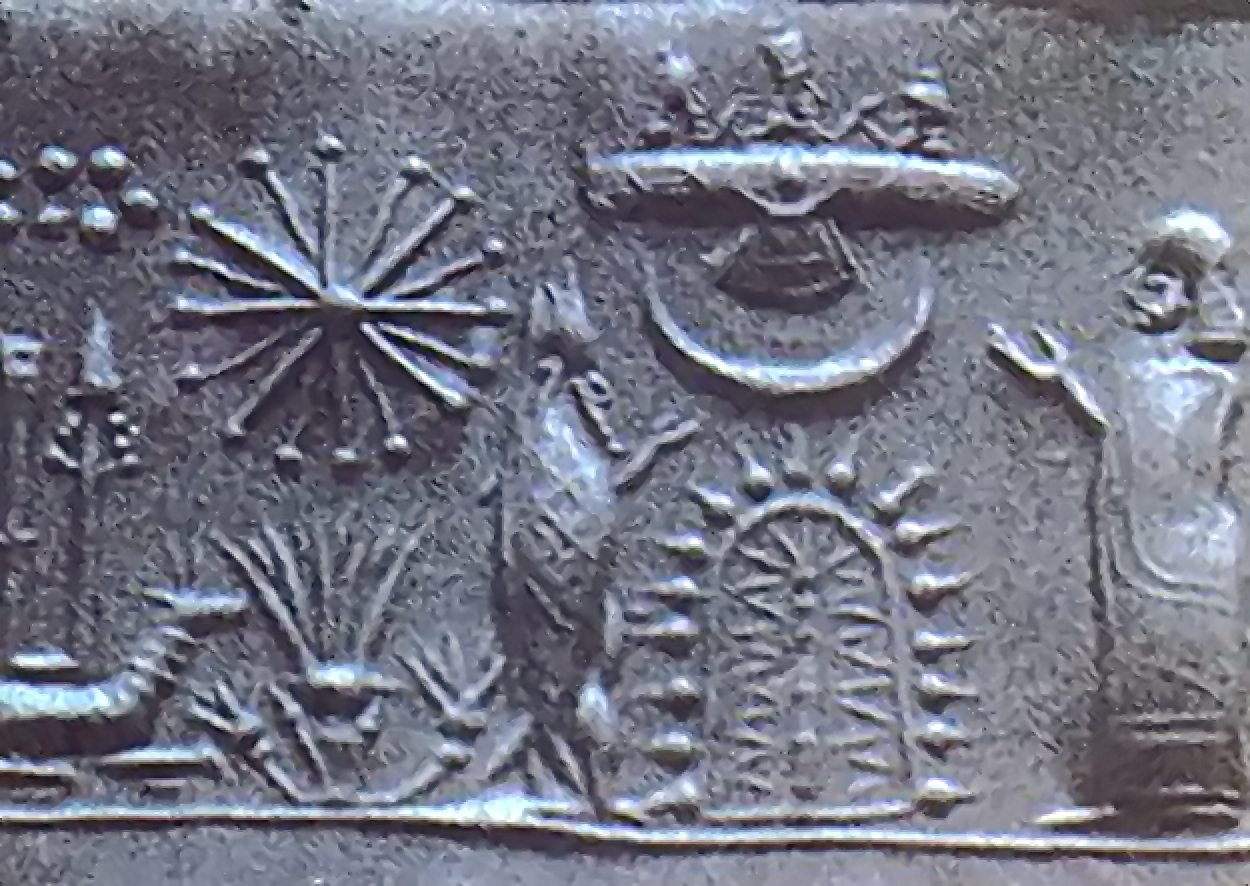
Abgal afgebeeld op een rolzegel uit Assyrië.

Abgal, (Akkadisch: Apkallu) is in het oude Mesopotamië een verzamelnaam voor zeven wijzen die uit de zoetwatervloed Apsu zijn voortgekomen en dienaren zijn van de god Enki. Ze worden afgebeeld als mensen met vleugels en een hoofd van een mens of een valk. Soms is het onderlichaam afgebeeld als de staart van een vis.
Adapa (U-an, Oannes) was de eerste van alle Abgal. De anderen waren U-an-dugga, En-me-duga, En-me-galanna, En-me-buluga, An-enlilda en Utu-abzu.